# آرماند مالومیان
آرماند مالومیان (ارمنی: [] Error: {{Lang}}: فاقد متن (راهنما)؛ انگلیسی: Armand Maloumian؛ ۴ مهٔ ۱۹۲۸ – ۲۴ ژوئن ۲۰۰۷) نویسنده و پرسنل نظامی ارمنی‌تبار اهل فرانسه بود.

## زندگی‌نامه
وی در در به دنیا آمد و از فارغ‌التحصیل گشت. وی همچنین برنده جوایزی همچون  شد. وی در در سن سالگی در  درگذشت.